# Lista de museus com antiguidades egípcias
Lista de museus que possuem colecções de antiguidades egípcias, organizada alfabeticamente por continente/região e por país. Em alguns casos manteve-se o nome vernáculo da instituição museológica.

## ÁfricaeMédio Oriente

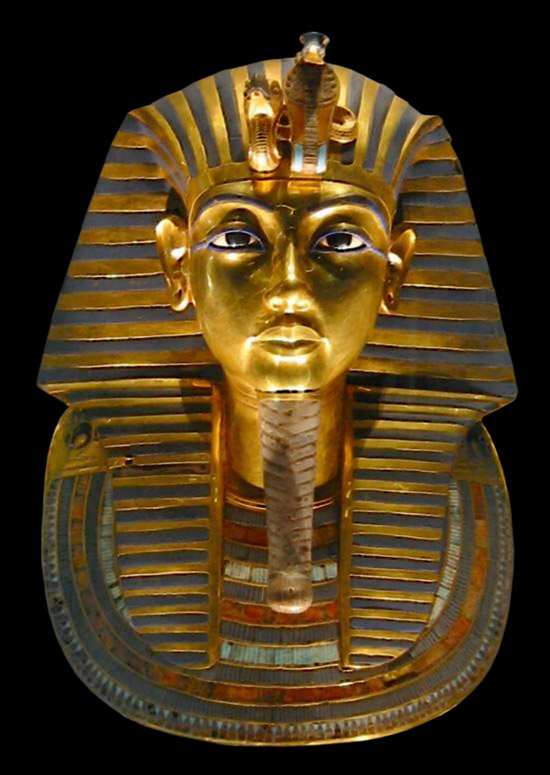
Máscara funerária de Tutancâmon no Museu Egípcio do Cairo

### Egito
- Alexandria: Museu Greco-Romano
- Assuão: Museu de Assuão
- Cairo:Museu Egípcio
- Luxor: Museu de Arte Antiga
- Maláui: Museu de Maláui
- Minia: Museu de Minia

### Israel/Territórios Ocupados
- Jerusalém: Museu de Israel; Museu das Terras Bíblicas; Studium Biblicum Franciscanum Archaeological Museum.

### Sudão
- Cartum: Museu Nacional

## América do Norte

### Canadá
- Montreal: McGill University, Ethnological Museum; Museum of Fine Arts
- Toronto: Royal Ontario Museum

### Estados Unidos da América

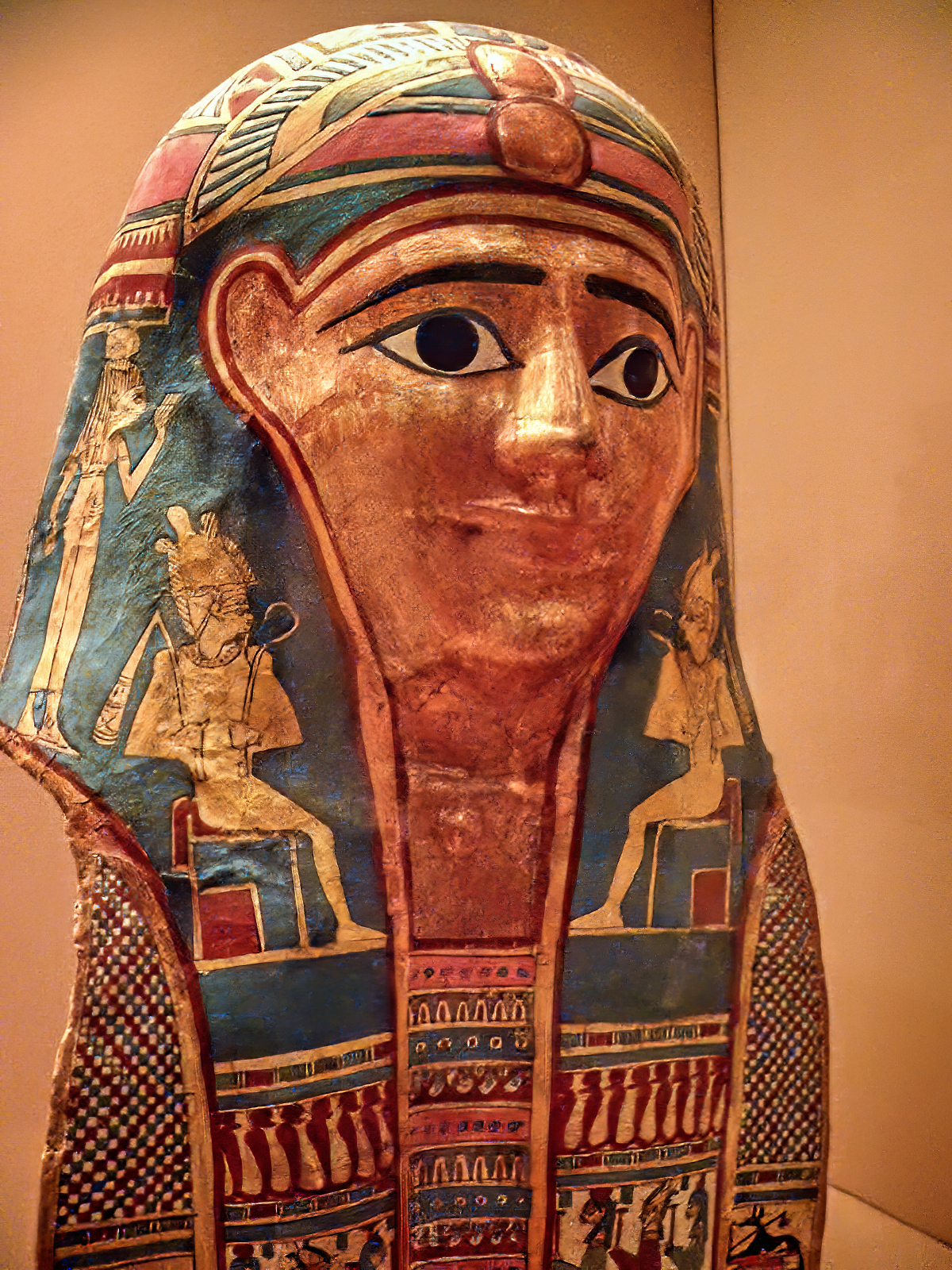
Múmia no County Museum of Art em Los Angeles

- Baltimore (Maryland): Walters Art Museum
- Berkeley (Califórnia): Robert H. Lowie Museum of Anthropology
- Boston (Massachusetts): Museum of Fine Arts
- Cambridge (Massachusetts): Fogg Art Museum, Harvard University; Semitic Museum, Harvard University
- Chicago (Illinois): Field Museum of Natural History; Oriental Institute Museum
- Cincinnati (Ohio): Art Museum
- Cleveland (Ohio): Museum of Art
- Denver (Colorado): Art Museum
- Detroit (Michigan): Detroit Institute of Arts
- Filadélfia (Pensilvânia): University of Pennsylvania Museum
- Kansas City (Missouri): William Rockhill Nelson Gallery of Art
- Los Angeles (Califórnia): County Museum of Art
- Minneapolis (Minnesota): Institute of Arts Museum
- New Haven (Connecticut): Yale University Art Gallery
- Nova Iorque (Nova Iorque): Brooklyn Museum; Metropolitan Museum of Art
- Palo Alto (Califórnia): Stanford University Museum
- Pittsburgh (Pensilvânia): Museum of Art, Carnegie Institute
- Princeton (New Jersey): University Art Museum
- Providence (Rhode Island): Rhode Island School of Design
- Richmond (Virgínia): Virginia Museum of Fine Arts
- St. Louis (Missouri): Art Museum
- San Diego (Califórnia): Museum of Man
- San Francisco (Califórnia): M. H. De Young Memorial Museum
- San Jose (Califórnia): Rosicrucian Egyptian Museum
- Seattle (Washington): Art Museum
- Toledo (Ohio): Museum of Art
- Washington, DC: Smithsonian Institution
- Worcester (Massachusetts): Art Museum

### México
- Cidade do México: Museo Nacional de Antropología

## América do SuleCaraíbas

### Brasil
- Juiz de Fora: Museu Mariano Procópio
- Rio de Janeiro: Fundação Eva Klabin
- Rio de Janeiro: Museu Nacional da Universidade Federal do Rio de Janeiro (MN-UFRJ)
- São Paulo: Museu de Arqueologia e Etnologia da Universidade de São Paulo (MAE-USP)
- São Paulo: Museu Paulista da Universidade de São Paulo (MP-USP)
- São Paulo: Museu de Arte de São Paulo (MASP)
- Curitiba: Museu Egípcio e Rosacruz Tutankhamon

### Colombia
- Bogotá: Museo Nacional de Colombia

### Cuba
- Havana: Museo Nacional

## ÁsiaeOceânia

### Japão
- Kyoto:University Archaeological Museum

### Austrália
- Melbourne: National Gallery of Victoria
- Sydney: Australian Museum; Nicholson Museum of Antiquities

## Europa

### Alemanha

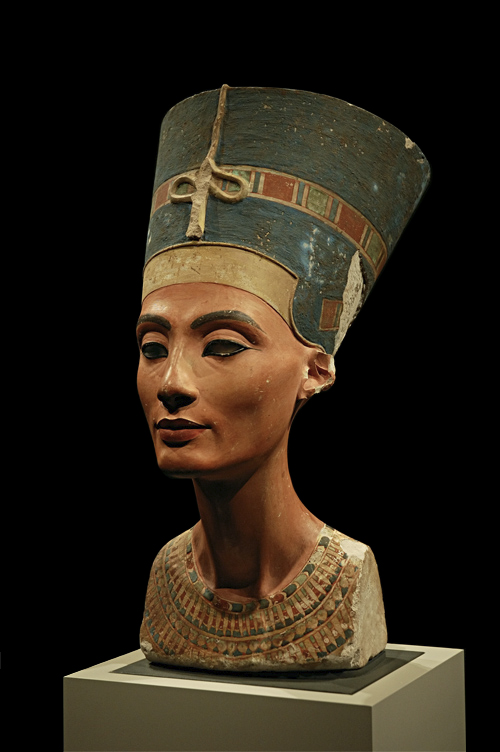
Busto de Nefertiti actualmente no Altes Museum de Berlim

- Berlim: Staatliche Museen, Ägyptisches Museum; Staatliche Museen Preussischer Kulturbesitz, Ägyptisches Museum; Staatliche Museen, Papyrussammlung
- Dresden: Albertinum
- Essen: Folkwang Museum
- Frankfurt: Liebieghaus
- Hamburgo: Museum für Kunst und Gewerbe Museum für Völkerkunde
- Hanôver: Kestner-Museum
- Heidelberg: Ägyptologisches Institut der Universität
- Hildesheim: Roemer-Pelizaeus-Museum
- Karlsruhe: Badisches Landesmuseum
- Leipzig: Ägyptisches Museum
- Munique: Staatliche Sammlung Ägyptischer Kunst
- Tubingen: Ägyptologisches Institut der Universität
- Würzburg: Martin von Wagner Museum der Universität

### Áustria

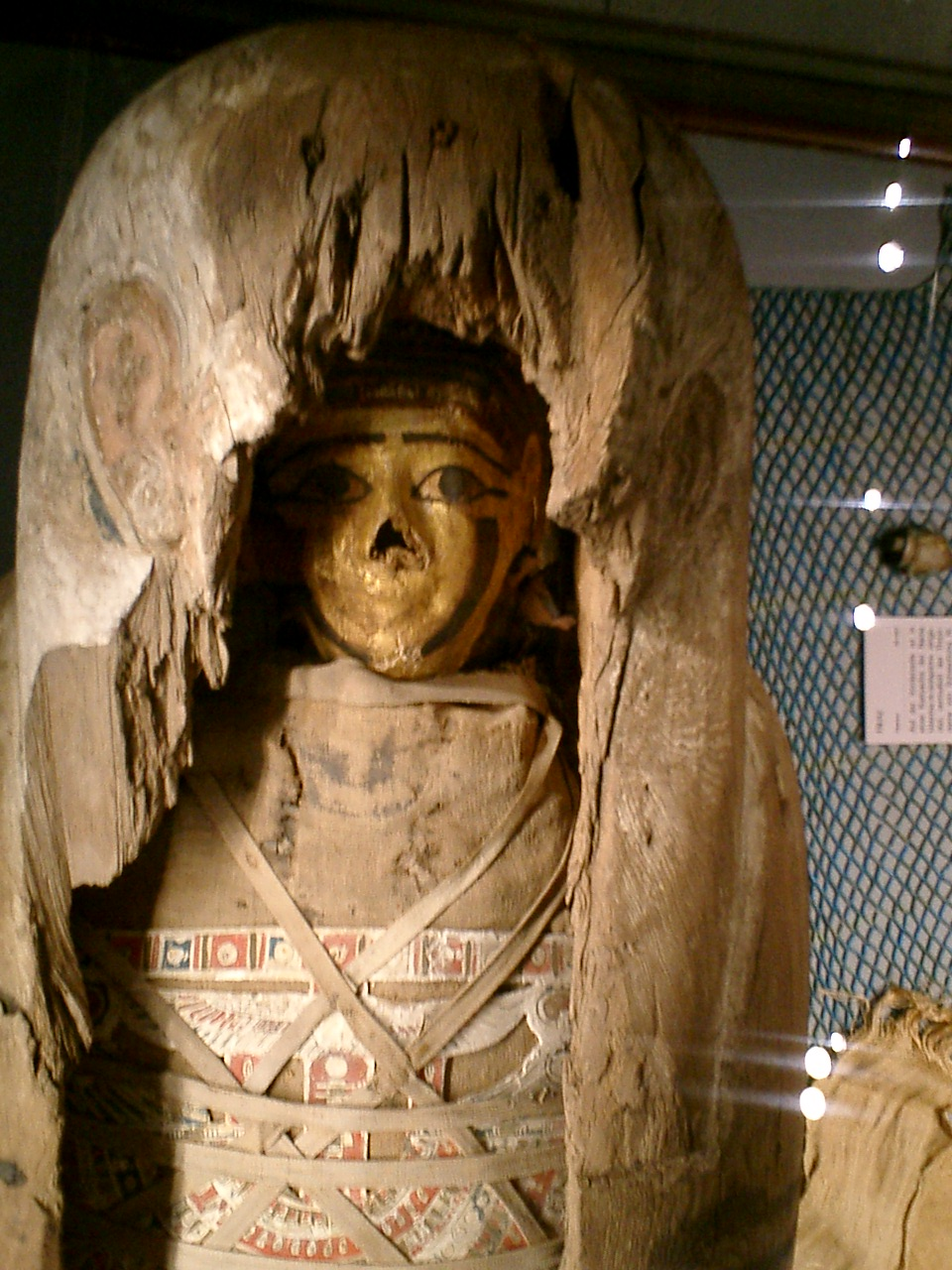
Múmia no Kunsthistorisches Museum de Viena

- Viena: Kunsthistorisches Museum

### Bélgica
- Antuérpia: Museum Vleeshuis
- Bruxelas:Musées Royaux d'Art et d'Histoire
- Liège: Musée Curtius
- Mariemont: Musée de Mariemont

### Croácia
- Zagrebe: Archeoloski Muzej

### Dinamarca
- Copenhaga: Nationalmuseet; Ny Carlsberg Glyptotek; Thorwaldsen Museum

### Espanha
- Barcelona: Museu Arqueológic de Barcelona
- Madrid: Museo Arqueológico Nacional

### França
- Avinhão: Musée Calvet

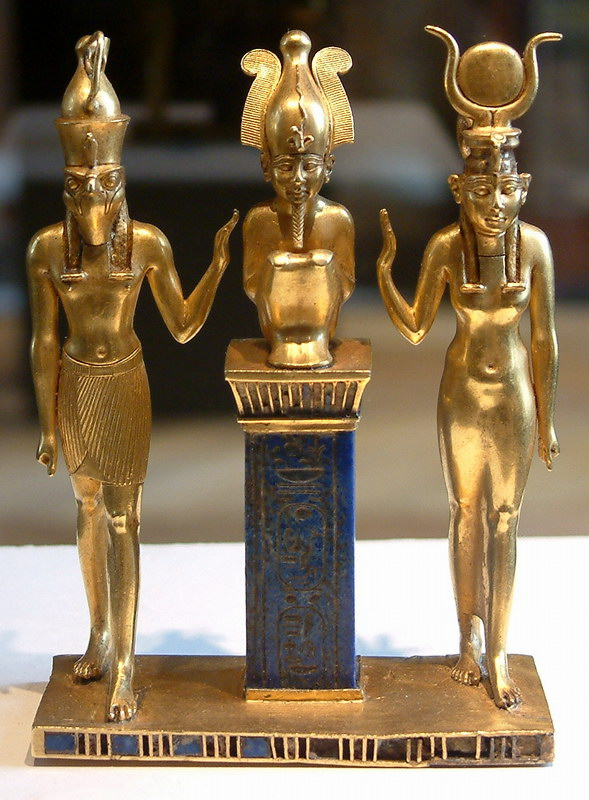
Pendente de ouro de Osorkon II no Museu do Louvre

- Grenoble: Musée de Peinture et de Sculpture
- Limoges: Musée Municipal
- Lyon: Musée des Beaux-Arts; Musée Guimet
- Marselha: Musée d'Archéologie Méditerranéenne
- Nantes: Musée des Arts Decoratifs
- Orléans: Musée Historique et d'Archéologie de L'Orléanais
- Paris: Bibliothèque Nationale; Louvre; Musée du Petit Palais; Musée Rodin
- Estrasburgo: Institut d'Égyptologie
- Toulouse: Musée Georges Labit

### Grécia
- Atenas:Museu Nacional

### Hungria
- Budapeste:Szépmüvészeti Múzeum

### Irlanda
- Dublin:Museu Nacional da Irlanda

### Itália
- Bolonha: Museo Civico
- Florença: Museo Egizio
- Mântua: Museo del Palazzo Ducale
- Milão: Museo Archeologico
- Nápoles: Museo Nazionale
- Parma: Museo Nazionale di Antichità
- Palermo: Museo Nazionale
- Roma: Museo Barracco; Museo Capitolino; Museo Nazionale Romano della Terme Diocleziane
- Rovigo: Museo dell'Accademia dei Concordi
- Trieste: Civico Museo di Storia ed Arte
- Turim Museo Egizio
- Veneza: Museo Archeologico del Palazzo Reale di Venezia

### Noruega
- Oslo: Universitetet i Oslo Etnografisk Museum

### Países Baixos
- Amesterdão: Allard Pierson Museum
- Leiden: Rijksmuseum van Oudheden
- Otterlo: Rijksmuseum Kröller-Müller

### Polónia
- Cracóvia:Muzeum Narodowe; Muzeum Archeologiczne
- Poznan:Muzeum Archeologiczne
- Varsóvia:Muzeum Narodowe; Parístwowe Muzeum Archeologiczne

### Portugal
- Lisboa: Museu Nacional de Arqueologia; Museu Calouste Gulbenkian

### Reino Unido
- Bristol: City Museum

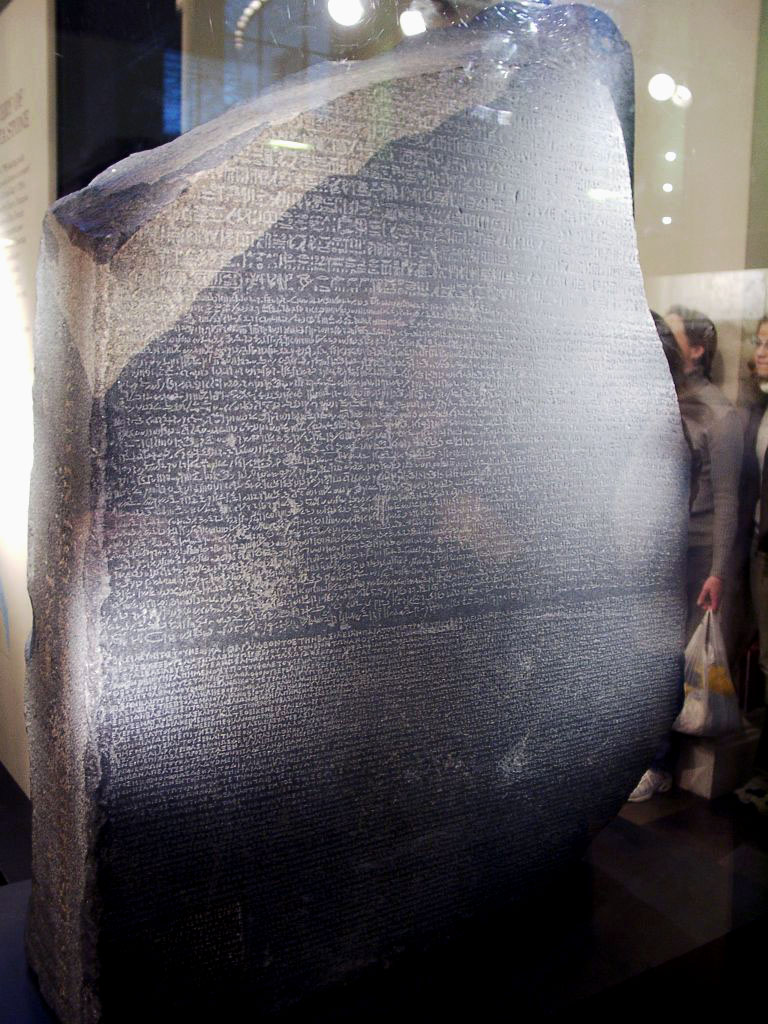
Pedra de Roseta no British Museum (Museu Britânico)

- Birmingham: City Museum and Art Gallery
- Cambridge: Fitzwilliam Museum
- Dundee: Museum and Art Gallery
- Durham: Gulbenkian Museum of Oriental Art and Archaeology
- Edinburgo: Royal Scottish Museum
- Glasgow: Art Gallery and Museum; Burrell Collection; Hunterian Museum
- Leicester: Museums and Art Gallery
- Liverpool: National Museums and Galleries on Merseyside; School of Archaeology and Oriental Studies, University of Liverpool
- Londres: British Museum; Horniman Museum; Petrie Museum, University College London; Victoria and Albert Museum
- Manchester: University Museum
- Norwich: Castle Museum
- Oxford: Ashmolean Museum; Pitt Rivers Museum
- Swansea: Wellcome Museum of Egyptian and Graeco-Roman Antiquities

### República Checa
- Praga: Museu Náprstkovo

### Rússia
- Moscovo: Museu Pushkin de Belas Artes
- São Petersburgo: Hermitage

### Suécia
- Linköping: Östergöttlands Museum
- Lund: Kulturhistoriska Museet
- Estocolmo: Medelhausmuseet
- Upsália: Victoriamuseum

### Suíça
- Basileia: Museum für Völkerkunde
- Genebra: Musée d'Art et d'Histoire
- Lausanne: Musée Cantonal d'Archéologie et d'Histoire; Musée Cantonal des Beaux-Arts
- Neuchâtel: Musée d'Ethnographie
- Riggisberg: Abegg-Stiftung

### Vaticano
- Museo Gregoriano Egizio